# SIGABA
SIGABA je stroj za šifriranje temeljen na rotorima koji su koristile Sjedinjene Američke Države za vrijeme Drugog svjetskog rata i tijekom pedesetih godina 20. stoljeća. 
Prva varijanta stroja kakav se počeo koristiti u vojsci proizvedena je 1937. Stroj su osmislili voditelj američkog odjela za razbijanje šifri William F. Friedman i njegov suradnik Frank B. Rowlett, a usavršili pripadnici američke ratne mornarice koji su se također bavili šiframa - Laurence F. Safford i Donald J. Seiler. Ime mu je bilo Electric Code Machine Mark II (ECM Mark II). Stroj je nakon nekoliko godina usavršavanja ušao u operativnu uporabu 1941. Koristile su ga američka kopnena vojska pod imenom SIGABA i američka ratna mornarica pod imenom CSP-889 i CSP-888. 
Nije poznat nijedan slučaj probijanja ovog kriptografskog sustava od strane neprijatelja za vrijeme Drugog svjetskog rata. Sustav se prestao koristiti 1959. godine jer više nije mogao pratiti razvoj modernih komunikacijskih sustava.

## Povijest
Između 1930. i 1960. kriptografski uređaji razvijali su se i funkcionirali primarno na bazi rotora pomoću kojih se dobije polialfabetska šifra. William Friedman, voditelj američkog odjela za razbijanje šifri (Signals Intelligence Service - SIS), poboljšao je postojeće sustave s rotorom osmislivši sustav koji omogućava slučajnost u gibanju rotora. Modifikacija se sastojala se od čitača papirnatih traka iz teleprintera, pričvršćenog za mali uređaj s ticalima podešenima tako da prenose struju kroz rupe. Pritiskom na bilo koje slovo na tipkovnici slovo se šifriralo kao i na ostalim sustavima s rotorom, ali bilo koja rupa na traci na toj lokaciji pomaknula bi odgovarajući rotor prije nego što bi se za jednu lokaciju pomaknula sama traka. 
Nakon toga, Friedmanov suradnik Frank Rowlett osmislio je poboljšanje postojećeg sustava rotora s dodavanjem novih rotora. Svaki rotor mora biti konstruiran tako da između jednog i četiri generirana izlazna signala napreduju jedan ili više rotora.
Godine 1935. Friedman i Rowlett pokazali su svoj rad kriptografu američke mornarice Josephu Wengeru koji je radio u postrojbi američke mornarice za obavještajni rad i kriptoanalizu. On ga je 1937. pokazao zapovjedniku Lauranceu Saffordu koji je odmah uočio potencijal stroja i zajedno mu sa zapovjednikom Donaldom Seilerom dodao određene značajke. To je rezultiralo uređajem Electric Code Machine Mark II (ECM Mark II) koji je mornarica počela proizvoditi pod oznakama CSP-889 i CSP-888. 
Godine 1941. kopnena vojska i mornarica zajednički su kreirale kriptografski sustav temeljen na opisanom stroju, a kopnena vojska počela ga je koristiti pod imenom SIGABA.

## Opis stroja
Stroj SIGABA je stroj koji koristi rotirajuće povezane rotore koji se mogu mijenjati. SIGABA je slična Enigmi, ali koristi 15 rotora. Za tih 15 rotora postoje tri skupine rotora: pet šifrirnih rotora, pet kontrolnih rotora i pet indeksnih rotora. 
Ulazni signali idu od tipkovnice slične tipkovnicama od teleprintera, a izlazni izlaze na izlaznom uređaju, najčešće papirnatoj traci. Rotori su smješteni u kavezu za rotore koji sadrži tri ležišta za rotore. Svako ležište namijenjeno je određenom tipu rotora, šifrirnom, kontrolnom i indeksnom. 
Šifrirni i kontrolni rotori imaju po 26 kontakata na svakoj strani, a indeksni rotor ima 10 kontakata sa svake strane. Šifrirni i kontrolni rotori mijenjaju jedno slovo alfabeta u drugo, a indeksni rotori mijenjaju jednu znamenku u drugu. Šifrirni i kontrolni rotori mogu se međusobno izmjenjivati kao šifrirni ili kontrolni. Također se mogu umetati u kavez u preokrenutoj orijentaciji. Indeksni rotori umeću se samo u normalnoj orijentaciji, a ne i u preokrenutoj, iako ništa ne sprječava da budu umetnuti u preokrenutoj orijentaciji.

## Šifriranje
Otvoreni tekst upisuje se pomoću tipkovnice. Kada se pritisne tipka, stvara se električni signal koji se šalje na dva od tri ležišta s rotorima u kavezu za rotore. Svako slovo koje se šifrira, u obliku električnog signala dolazi na lijevu stranu ležišta sa šifrirnim rotorima na jedan od 26 kontakata, mijenja se kroz pet šifrirnih rotora i pojavljuje na drugoj strani kao šifrirani tekst. Nakon što se svako slovo šifrira, jedan ili više ovih rotora se pomakne, ovisno o izlazima na drugim ležištima. Dok ostali sustavi temeljeni na rotorima pomiču rotore na način da se zadnji rotor pomakne za jedno slovo, a svaki ostali rotor po jednu poziciju za svaki puni krug koji napravi rotor iza njega, SIGABA ima inovativan koncept. Pomaci šifrirnih rotora zavise o preostala dva ležišta za rotore što se zove labirint koraka (eng. stepping maze). Izlaz labirinta koraka ne može se direktno vidjeti nego on kontrolira pomake šifrirnih rotora. To znači da SIGABA koristi skriveni kriptosustav unutar kriptosustava.
Da bi se odredilo koji se rotor pomiče nakon što je slovo šifrirano, električni signal šalje se na desnu stranu ležišta s kontrolnim rotorima da na kontrolne rotore dovede električnu energiju. Četiri ulaza na ležištu s kontrolnim rotorima ispune se električnom energijom što je prvi korak labirinta koraka. Ta četiri ulaza uvijek su slova ‘F’, ‘G’, ‘H’, i ‘I’, bez obzira koja su slova pritisnuta na tipkovnici. Ta četiri signala mijenjaju se kroz kontrolne rotore s desna na lijevo. Neka su kontrolni rotori postavljeni s lijeva na desno i označeni s R1, R2,...R5. Za vrijeme šifriranja, rotori R1 i R5 ostaju statični, a tri srednja rotora pomiću se poput brojača kilometra u autu. R3 pomiče se za jednu poziciju za svako šifrirano slovo, R4 pomiče se jednom za svakih 26 slova, a R2 pomiče se jednom svakih 676 (〖26〗^2) slova. Kada se signal pojavi na lijevoj strani, izlaznih 26 signala s ležišta kontrolnih rotora postaju ulazi sljedećeg ležišta, onog s indeksnim rotorima te se određuje određuje se koji će se ulazi na ležištu s indeksnim rotorima ispuniti energijom. 
Ležište s indeksnim rotorima čini drugi dio labirinta koraka. Indeksne rotore s lijeva na desno možemo označiti s I1, I2,...I5. Indeksni rotori su stacionarni i za vrijeme pripreme stroja i za vrijeme samog šifriranja. Deset izlaza s ležišta indeksnih rotora upareno je. Svaki par žica (provodnika) kontrolira jedan šifrirni rotor. Jedan do četiri ulaza na ležištu indeksnih rotora napunit će se električnom energijom. Električni signal na svakoj žici uzrokuje pomak pripadajućeg šifrirnog rotora nakon što se šifrira neko slovo. Signal se mijenja s lijeva na desno. Nakon svakog slova koje se šifriralo, uvijek će se pomaknuti barem jedan rotor. Ako se rotori ne bi pomicali, onda bi šifra bila monoalfabetska i samim tim slabija, jednako kao što bi bila slabija kada bi se svi rotori pomaknuli odjednom. 

## Dešifriranje
Dešifriranje radi na isti način kao i šifriranje uz dvije promjene. Prva je ta da se stroj pokreće pritiskom na tipku na tipkovnici isto kao kod šifriranja, ali kad se tipka pritisne, signal se šalje na desnu stranu ležišta za šifrirne rotore umjesto na lijevu stranu. Druga promjena je funkcioniranje dešifriranja slova Z i razmaka između riječi. Kad je izlazni signal s ležišta šifrirnih rotora slovo Z, ono se mijenja u razmak prije nego što se pošalje na izlazni dio stroja. Ovdje se može primijetiti da dešifrirani otvoreni tekst nikad neće sadržavati slovo Z. Svako Z otvorenog teksta bit će zamijenjeno s X u dešifriranom tekstu.

## Modeli SIGABE
ECM Mark I: rani rotor-bazirani kriptosustav dizajniran od strane Edwarda Heberna za vrijeme Prvog svjetskog rata. ECM je akronim od Electronic Code Machine ili Electric Cipher Machine.
M-134-C: oznaka američke kopnene vojske za uređaj SIGABA. Modeli M-134 serije prethodnici su konačne SIGABE i imali su različite načine za randomizaciju pokreta rotora. Model M-134-A imao je papirnatu traku s pet stupaca koja je određivala pomake rotora.
M-229: uređaj priključen na rane M-134 kriptosustave koji je zamijenjivao papirnate trake s ležištem s tri rotora koji su određivali pomake šifrirnih rotora. 
ECM Mark II: službena oznaka američke mornarice za prvu SIGABU
CSP-888/889: alternativna oznaka američk emornarice za originalnu SIGABU. Slova CSP dolaze od COMSEC Equipment System, Special Purpose, Power Supply or Converter. Dva modela (888 i 889) razlikovala su se u mogućnosti bržeg rukovanja.
ASAM 1: službena oznaka američke kopnene vojske za konačni stroj.
SIGABA: alternativna oznaka američke kopnene vojske za konačni stroj.
CSP-2900: oznaka američke mornarice za modificiranu SIGABU korištenu nakon rata. To su bili modificirani CSP-889 strojevi koji su imali dva dodatna moda: za kompatibilnost i povećanu sigurnost.
CCM:  akronim od Combined Cipher Machine. CCM je stroj koji koristi SIGABU s modificiranim kavezom za rotore da bi bio interoperabilan s britanskim šifrantskim strojem Typex.

## Vanjske poveznice
- John Savard. The ECM Mark II, also known as SIGABA, M-134-C, and CSP-889
- Richard Pekelney. Electronic Cipher Machine (ECM) Mark II  Arhivirana inačica izvorne stranice od 19. prosinca 2010. (Wayback Machine)